# Menella praelonga
Menella praelonga är en korallart som först beskrevs av Ridley 1884.  Menella praelonga ingår i släktet Menella och familjen Plexauridae. Inga underarter finns listade i Catalogue of Life.